# Norman Bird
John George Norman Bird (* 30. Oktober 1924 in Coalville (Leicestershire), Vereinigtes Königreich; † 22. April 2005 in Wolverhampton, Vereinigtes Königreich) war ein britischer Schauspieler bei Bühne, Film und Fernsehen.

## Leben und Wirken
Norman Bird wurde in einer kleinen, mittelenglischen Industriestadt geboren. Mit 16 Jahren, in der Frühphase des Zweiten Weltkriegs, riss er von zuhause aus und jobbte zunächst sechs Monate lang in einem Büro. Anschließend schrieb er sich an der Royal Academy of Dramatic Arts ein und erhielt eine Schauspielausbildung. In dieser Zeit lernte er auch die etwa gleichaltrigen Kollegen Richard Attenborough und Bryan Forbes kennen, mit denen ihn eine lebenslange Freundschaft verband. In den späten Kriegsjahren diente Bird beim Militär, ehe er 1947 wieder ins Zivilleben entlassen wurde. Daraufhin schloss er sich kleinen Repertoiretheatern in Henley-on-Thames, Dundee und Northampton an. 1950 holte ihn John Gielgud zu seiner Schauspieltruppe, mit der Bird auf Gastspielreisen in die USA ging. Im Juni 1951 schließlich gab der Nachwuchsmime seinen Einstand an einer Londoner Bühne, dem Phoenix Theatre, wo er an der Seite Gielguds (in der Rolle des Leontes) in einer Inszenierung von Peter Brook in William Shakespeares Das Wintermärchen auftrat. Von durchschnittlicher Erscheinung und Größe und ohne Star-Appeal ausgestattet, wurde Norman Bird rasch klar, dass er niemals die ersehnten Hauptrollen auf der Bühne oder vor der Kamera erhalten würde. Er legte sich daraufhin den für seine Leinwandauftritte markanten Schnurrbart zu, in der Hoffnung, dadurch wenigstens interessante, substanzielle Nebenrollen ergattern zu können. 
Mit dem kleinen Part eines Vorarbeiters in dem Gegenwartsstück Ein Inspektor kommt gab Norman Bird 1953 seinen Einstand in einem Kinofilm. Seit Mitte der 1950er Jahre stand er ununterbrochen vor der Kamera, im Kinofilm ebenso wie in Fernsehproduktionen (vor allem als Gast in einer Fülle von Serien). Bird-Typen – subaltern allesamt – waren oftmals kleine Angestellte oder bürokratische Beamte, unterwürfig und kleinkariert, duldsam und wenig couragiert. Innerhalb dieses Rollenspektrums sah man ihn mal als Soldat und Offizier, mal als Polizist und Ganove aber auch als Geistlicher und als Arzt. 1993 beendete er seine Kinopräsenz mit der kleinen Rolle eines Taxifahrers in Shadowlands, einer Inszenierung seines alten Freundes Attenborough. Drei Jahre später schloss Norman Bird auch mit seiner Fernsehlaufbahn ab. Mit seiner Ehefrau (seit 1954) begab er sich zu Beginn der 1990er Jahre ins westenglische Bridgnorth, um seinen Kindern näher sein zu können. Norman Bird starb wenige Monate nach seinem 80. Geburtstag im nahe gelegenen Wolverhampton.

## Filmografie
in Kinofilmen, wenn nicht anders angegeben:
- 1953: Ein Inspektor kommt (An Inspector Calls)
- 1956: Whack-O! (TV-Serie)
- 1957: A Woman of Property (Fernsehfilm)
- 1959: Die Herren Einbrecher geben sich die Ehre (The League of Gentlemen)
- 1959: Zorniges Schweigen (The Angry Silence)
- 1960: Man in the Moon
- 1960: Der geheimnisvolle Komplize (The Secret Partner)
- 1961: Very Important Person
- 1961: Cash on Demand
- 1961: … woher der Wind weht (Whistle Down the Wind)
- 1961: Der Teufelskreis (Victim)
- 1961: Die Abenteuer des Kapitän Grant (In Search of the Castaways)
- 1961: Hypno (Night at the Eagle)
- 1962: Spiel mit dem Schicksal (Term of Trial)
- 1962: Fesseln der Seele (The Mind Benders)
- 1962: Die Ausgekochten (Maniac)
- 1962–1969: Simon Templar (TV-Serie, vier Folgen)
- 1963: Unsichtbare Feinde (80.000 Suspects)
- 1963: Kein Schloß ist vor ihm sicher (The Cracksman)
- 1963: Schule des süßen Lebens (Bitter Harvest)
- 1963: Manche mögen‘s geheim (Hot Enough for June)
- 1964: Dschungel der Schönheit (The Beauty Jungle)
- 1964: Die erste Fahrt zum Mond (First Men on the Moon)
- 1964: Ein Haufen toller Hunde (The Hill)
- 1964: Das Grauen auf Black Torment (Black Torment)
- 1965: Sky West and Crooked
- 1966: Letzte Grüße von Onkel Joe (The Wrong Box)
- 1967: Todestanz eines Killers (A Dandy in Aspic)
- 1968: The Limbo Line
- 1968: Oh! What a Lovely War
- 1969: Seereise nach Afrika (All at Sea)
- 1969: Vergiß oder stirb (Run a Crooked Mile) (Fernsehfilm)
- 1970: Das Mädchen und der Zigeuner (The Virgin and the Gypsy)
- 1970: Der wütende Mond (The Raging Moon)
- 1971: Hände voller Blut (The Hands of the Ripper)
- 1971: Der junge Löwe (Young Winston)
- 1972: Doomwatch – Insel des Schreckens (Doomwatch)
- 1972: Ooh… You Are Awful
- 1975: Cinderellas silberner Schuh (The Slipper and the Rose)
- 1976: Yanks Go Home (TV-Serie)
- 1977: Der Schrecken der Medusa (The Medusa Touch)
- 1978: Margie and Me (Fernsehfilm)
- 1978, 1980: Der Doktor und das liebe Vieh (All Creatures Great and Small) (TV-Serie, zwei Folgen)
- 1979–1981: Die Vogelscheuche (Worzel Gummidge) (TV-Serie)
- 1980: Barbara’s Baby – Omen III (Omen III: The Final Conflict)
- 1981: Im Wald, da sind… (If You Go Down in the Woods Today) (Fernsehfilm)
- 1982: The Ghost Downstairs (Fernsehfilm)
- 1982: A Voyage Round My Father (Fernsehfilm)
- 1984: This Office Life (Fernsehfilm)
- 1985: The Gender Gap (Fernsehfilm)
- 1985: On Your Way, Riley (Fernsehfilm)
- 1986: Buddy (TV-Serie)
- 1993: Shadowlands
- 1996: Look and Read (TV-Serie)